# 李國豪 (演員)
李國豪（英語：Brandon Lee，1965年2月1日—1993年3月31日），生於美國加州奧克蘭，武打明星李小龍與教師蓮達·李之子，有一個妹妹李香凝。1993年在拍攝電影《烏鴉》時，意外中槍身亡，年僅28歲。

## 生平

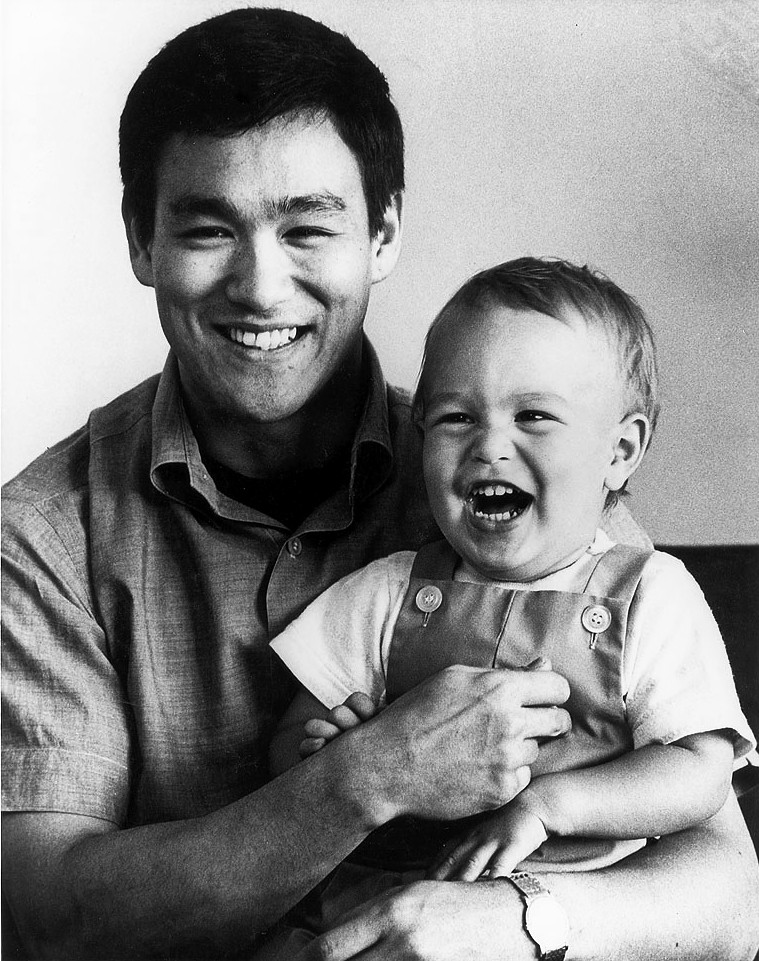
1966年，李國豪與父親李小龍

李國豪於1965年2月1日在美國加利福尼亞州奧克蘭東部奧克蘭醫院出生，是一代武打巨星李小龍的兒子。李小龙在香港成名時，李國豪在香港生活。
李小龍過世後由媽媽帶回美國洛杉磯，就读在波士顿爱默生学院学习电影的制片，中途辍学。
1986年，李國豪在美國電視電影《功夫大電影》中擔任第二男主角。同一年他在香港電影《龍在江湖》中擔當主要角色，第一次在銀幕表演。
後來李國豪回到美國。1989年，他主演了直銷發行的《鐳射特攻》。
1991年在《浴血蛟龍》中擔任第二男主角。
直到1992年的《龍霸天下》，他才在美國戲院播放的電影中，首次擔任第一男主角。

### 意外死亡

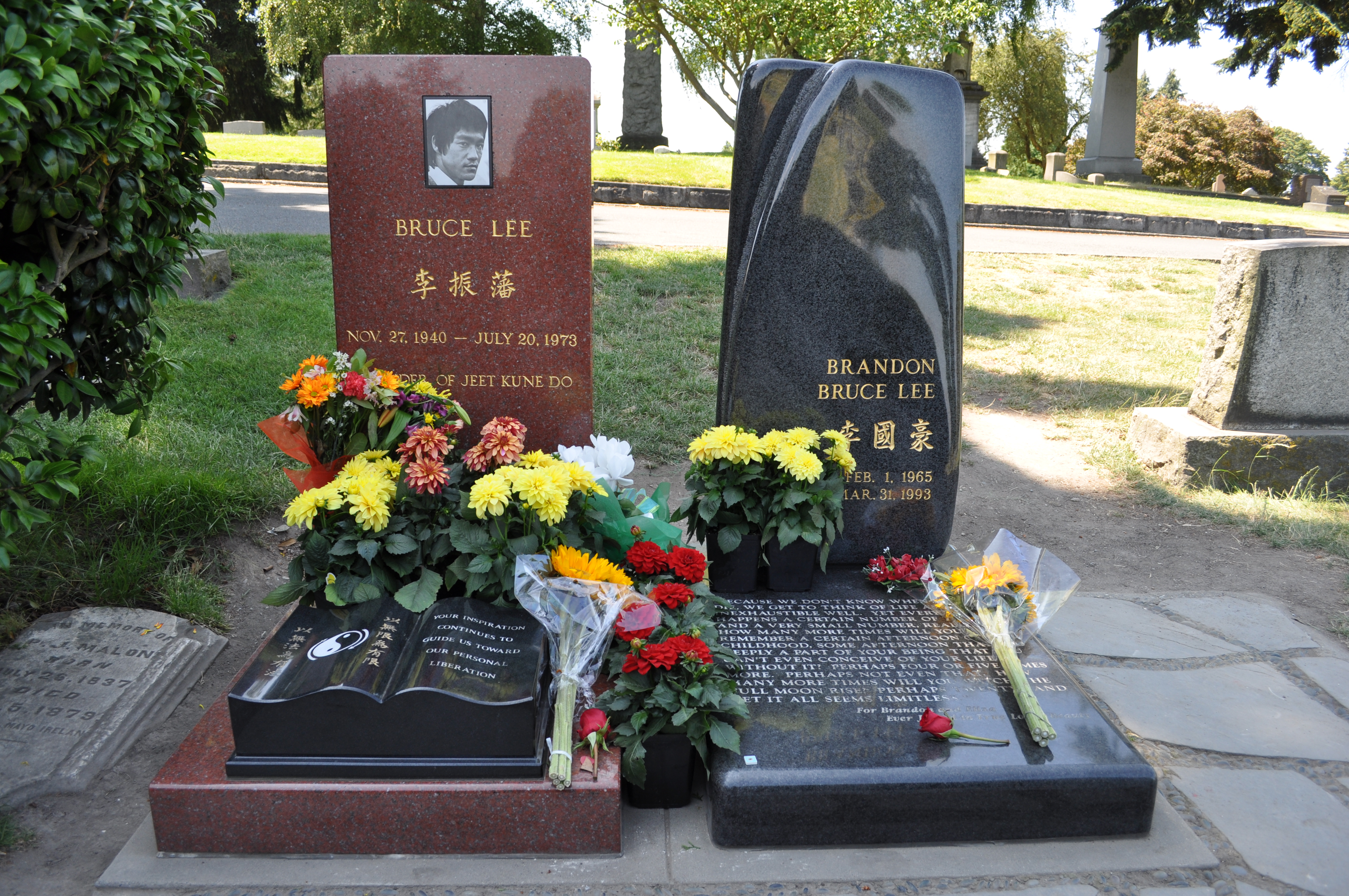
李小龙（李振藩）和李國豪墓碑

1993年3月31日，李国豪在北卡羅萊納州一處電影片場拍摄《乌鸦》時，於一场槍戲裡被实弹打中而意外身亡。当时李國豪與另一位男演員麥可·麥斯演對手戲，麥斯站在12—15英尺（3.7—4.6）距离外用一把作为道具的.44麥格農转轮手枪发射空包弹向李國豪射擊。该枪在此前一天拍摄造型戏时使用的惰性弹是剧组临时改装真弹制作的，虽然清光了发射药但并未去除底火，之后底火被击发产生的能量虽然不足以将弹头射出，但却能使其与弹壳分离并遗留在枪膛中——即所谓的“卡弹”（squib load），是很大的安全隐患。而剧组之后并未适当检查枪械安全，这导致次日表演麥斯对李国豪射击的戏时，空包弹产生的膛压将此前卡住的弹头喷射出來击中李國豪肚子，造成李國豪的胃部穿孔及大出血，送往新漢洛威分區醫療中心經過6個小時的搶救後宣告不治，得年28歲。李國豪死后與父亲李小龍一起葬在西雅圖湖景公墓。
在2021年，田纳西州的枪械网红Chris Baker在电影《鲁斯特》的摄影师哈里娜·哈钦斯意外枪击身亡后一个讨论安全操作的YouTube影片中做了一个重现李国豪事故的实验，证实了仅靠底火击发就可以造成卡弹，而且被空包弹再次发射出的弹头仍然有着518 ft/s（158 m/s）的枪口初速（约为实弹的一半），并在10英尺（3）外射击弹道凝胶时产生了29英寸（74）的穿透深度——而FBI认定停止作用合格的穿深只需12—18英寸（30—46）。

## 作品列表

### 電影
| 年份 | 名稱                         | 角色                 | 備註                                                               |
| 1985 | Crime Killer                 | 黑幫分子             | 沒有列名                                                           |
| 1986 | 龍在江湖                     | 馬國豪               | 香港電影                                                           |
| 1989 | 鐳射特攻                     | Michael Gold         |                                                                    |
| 1991 | 浴血蛟龍                     | Johnny Murata        |                                                                    |
| 1992 | 龍霸天下                     | Jake Lo              | 兼任動作指導。                                                     |
| 1994 | 龍族戰神                     | Eric Draven/龍族戰神 | 兼任動作指導。在拍攝中意外中槍身亡。                               |
| 2000 | Sex, Lies and Video Violence | 客串                 | 瑞典電影。客串演出在1992年拍下。2000年上映時，電影致獻給了李國豪。 |

### 電視劇
| 年份 | 劇名         | 角色         | 備註                                             |
| 1986 | 功夫大電影   | Chung Wang   | 電視電影                                         |
| 1987 | 功夫：新一代 | Johnny Caine | 電視試播片集。輯錄在CBS Summer Playhouse中播出。 |
| 1988 | 神探大原     | Kenji        | 電視劇。「What's in a Name」那一集。             |

## 獲得獎項
- 1987年，第6屆香港電影金像獎，《龍在江湖》，提名最佳新人獎。
- 1995年，第4屆MTV電影大獎，《烏鴉》，提名最佳男演員。

## 扩展阅读
- Baiss, Bridget. . London: Making of The Crow Inc. 2000. ISBN 1-870048-54-7.
- Dyson, Cindy. . Philadelphia: Chelsea House. 2001. ISBN 0-7910-5858-1.
- Pilato, Herbie J. . Boston: Charles A. Tuttle. 1993. ISBN 0-8048-1826-6.
- YouTube上的Brandon Lee on The Tonight Show

## 外部連結
- 李國豪在互联网电影资料库（IMDb）上的資料（英文）
- 李國豪在香港影庫上的簡介
- 中的“李國豪 (演員)”
- 在Find a Grave上的李國豪 (演員)